# Локрум
Локрум је острво у хрватском делу Јадранског мора у дубровачкој акваторији.

## Име
Име острва је вероватно настало из латинске речи acrumen што значи кисело воће, јер је Локрум некада обиловао стаблима киселих дивљих поморанџи.

## Географски положај
Острво величине 0,694 км², са дужином обале 5,06 км, удаљено је 0,5 -Nm}- југоисточно од Дубровника. Највиши врх Локрума је Главица висине 96 метара. У његовом јужном делу је смештен крашки феномен овог острва, 10 м дубоко сланкасто језеро названо Мртво море.
Североисточна обала је ниска и погодна за пристајање малих чамаца, док је југозападна обала стрма и неприступачна. На источној обали налази се мала лучица Портоћ прилагођена прихватању мањих излетничких бродића, а на јужном делу се налази дворац, напуштени бенедиктински самостан. Локрум, који је омиљено излетиште домаћих и страних туриста, заштићени је парк природе. Има благу климу и бујну медитеранску вегетацију. На Локруму се налази и ботаничка башта.

## Историја
Локрум улази у историју 1023. године када су дубровачки надбискуп Витал и градско племством поклонили својим суграђанима, свештенику Лаву и бенедиктинцу Петру, читаво острво Локрум да на њему саграде самостан и несметано га поседују. Од тих дана започиње документовано раздобље историје острва.
Братучед српског краља Бодина, Бранислав, који је у престоници Скадру убијен од стране Бодина, сахрањен је у бенедиктинском самостану на Локруму.
На Локруму се, према предању, 1191. године искрцао енглески краљ Ричард I Лавље Срце, затечен олујом на повратку из Трећег крсташког рата.
Од неколико црквица сачуване су црквица Навештења и капела Св. Влаха из 1557. године.
Локрум је 1859. године купио надвојвода Хабсбуршки, Максимилијан I. Касније су се смењивали власници, а међу познатијима је био и аустријски престолонаследник Рудолф.
На највишем врху Локрума налази се утврда Форт Ројал, која је саграђена по Наполеоновој наредби маршалу Мармону 1806. године, одмах након што је Дубровник заузет на превару. Утврду је касније користила и аустријска војска, која је 1830. године извела знатну доградњу.